# دون جيلمور
دون جيلمور (بالإنجليزية: Don Gilmore)‏ هو سياسي أمريكي، ولد في 26 سبتمبر 1928 في أوهايو في الولايات المتحدة، وتوفي في 15 أكتوبر 2003 في كولومبوس في الولايات المتحدة. حزبياً، نشط في الحزب الجمهوري. وقد انتخب عضو مجلس نواب أوهايو.